# Серро-Тололо (обсерваторія)
Міжамериканська обсерваторія «Серро-Тололо» (МОСТ, англ. Cerro Tololo Inter-American Observatory) — це астрономічна обсерваторія, розташована на вершині Серро-Тололо в регіоні Кокімбо на півночі Чилі; її додаткові будівлі також розташовані на вершині Серро-Пачон у близько 10 км на південний схід від Серро-Тололо. Вона розташовується приблизно у 80 км на схід від Ла-Серена, де знаходяться допоміжні відділи обсерваторії. Основне місце розташування обсерваторії було відібране групою вчених з Чилі і США в 1959 році, а остаточно обране в 1962 році. Будівництво почалося в 1963 році, регулярні астрономічні спостереження — в 1965 році. Будівництво великих будівель на Серро-Тололо закінчилось з завершенням телескопа ім. Віктора Бланко в 1974 році, але менші споруди будувалися і пізніше. Відділення на Серро-Пачон все ще у процесі добудови: два великі телескопи відкриті з 2000 року, а один перебуває на ранній стадії будівництва.
Основними телескопами МОСТ є 4-метровий телескоп Віктора Бланко, названий на честь пуерторіканського астронома Віктора Мануеля Бланко, і 4,1-метровий телескоп Південних астрофізичних досліджень (англ. Southern Astrophysical Research), який розташований на Серро-Пачон. Інші телескопи на Серро-Тололо включають 1,5-, 1,3-, 1,0- і 0,9-метровий телескопи, якими управляє консорціум SMARTS. МОСТ також бере участь у інших дослідницьких проєктах, таких як  PROMPT, WHAM, та LCOGTN, надаючи майданчик для вивчення південної півкулі для американських і всесвітніх наукових досліджень.

## Організація
МОСТ є однією з двох обсерваторій під управлінням Національної обсерваторії оптичної астрономії США (НОАО); другою є Національна обсерваторія Кітт-Пік недалеко міста Тусон, штат Аризона. В свою чергу управління НОАО здійснює Асоціація університетів для досліджень в астрономії (англ. AURA), яка володіє спорудами довкола двох згаданих вершин та в штаб-квартирі у місті Ла-Серена. AURA також керує Інститутом досліджень космічного телескопа і обсерваторією Джеміні. 8,1-метровий південний телескоп Джеміні, розташований на Серро-Пачон, керується AURA в інтересах міжнародного консорціуму окремо від МОСТ. Національний науковий фонд США фінансує діяльність НОАО.
SMARTS (англ. Small and Medium Research Telescope System, Система малих і середніх дослідницьких телескопів) — це консорціум, сформований 2001 року, коли НОАО повідомила, що більше не буде підтримувати телескопи діаметром менше двох метрів. З 2003 р. ці чотири телескопи фінансують та використовують установи-члени SMARTS. Право на використання часу цих телескопів отримували також окремі дослідники. SMARTS замовляє у НОАО утримання цих телескопів, а НОАО зберігає право на 25 % часу спостережень; чилійські вчені мають право на 10 % часу спостереження.
У 1999 році також розпочався проєкт CTIOPI (Дослідження паралаксу Міжамериканською обсерваторією Серро-Тололо), який використовує два рефлекторні телескопи SMARTS — 1,5-метровий та 0,9-метровий. Метою проєкту є виявлення розташованих неподалік Сонячної системи червоних, білих та коричневих карликів; наміром є відкрити у південній півкулі 300 нових зоряних систем в радіусі 25 парсек від Сонця шляхом визначення тригонометричних паралаксів із точністю до 3 кутових міллісекунд.

## Телескопи
| Назва                                                   | Опис | Координати                                                                      |
| ------------------------------------------------------- | --- | ------------------------------------------------------------------------------- |
| 4,0-метровий телескоп ім. Віктора М. Бланко             | Завершений 1974 р.; дуже схожий на телескоп ім. Ніколаса Мейолла, який був завершений KPNO в 1973 році. Тестування телескопа і інструментів тривало до початку 1976 року, коли почалася наукова діяльність. Єдиний телескоп на Серро-Тололо, управляється безпосередньо НОАО | 30°10′10.78″ пд. ш. 70°48′23.49″ зх. д. / 30.1696611° пд. ш. 70.8065250° зх. д. |
| 4,1-метровий Південний Астрофізичний дослідний телескоп | оптичний і інфрачервоний телескоп, розташований на Серро-Пачон. Він був запущений 2004 р. і управляється НОАО для міжнародного консорціуму, який НОАО є партнером. | 30°14′16.41″ пд. ш. 70°44′01.11″ зх. д. / 30.2378917° пд. ш. 70.7336417° зх. д. |

### Телескопи SMARTS
| Назва                          | Опис | Координати                                                                      |
| ------------------------------ | --- | ------------------------------------------------------------------------------- |
| 1,5-метровий телескоп          | рефлектор Кассегрена на екваторіальному монтуванні. Регулярні спостереження почалися в 1968 році. | 30°10′09.42″ пд. ш. 70°48′24.44″ зх. д. / 30.1692833° пд. ш. 70.8067889° зх. д. |
| 1,3-метровий телескоп          | рефлектор Кассегрена на екваторіальному монтуванні. Він був побудований «M3 Engineering and Technology Corporation» та використовувався для 2MASS. Він почав функціонувати у 1998 році і був переданий МОСТ 2001 р., після завершення згаданого огляду. | 30°10′02.81″ пд. ш. 70°48′17.92″ зх. д. / 30.1674472° пд. ш. 70.8049778° зх. д. |
| 1,0-метровий Єльський телескоп | рефлектор Кассегрена з замкненою трубою, побудований Boller and Chivens. Вперше він був встановлений 1965 р. на Бетанській спостережній станції обсерваторії Єльського університету , а з 1974 р. він був перенесений до МОСТ. З 1998 по 2002 рік, телескоп використовувався консорціумом Єльський університет-AURA-Лісабонський університет-Університет штату Огайо з виготовленим на замовлення сенсором. У 2004 році він був інтегрований в SMARTS. | 30°10′07.92″ пд. ш. 70°48′21.83″ зх. д. / 30.1688667° пд. ш. 70.8060639° зх. д. |
| 0,9-метровий телескоп          | рефлектор Кассегрена з замкненою трубою. Він був встановлений на МОСТ 1966 р. | 30°10′07.90″ пд. ш. 70°48′23.86″ зх. д. / 30.1688611° пд. ш. 70.8066278° зх. д. |

### Телескопи орендарів
| Назва | Опис | Координати                                                                      |
| --- | --- | ------------------------------------------------------------------------------- |
| 0,6-метровий Південний телескоп консорціуму «Південносхідна асоціація досліджень з астрономії» (SARA)                                                                  | рефлектор, побудований Boller and Chivens 1968 р. для Міжнародної програми планетарного патрулювання; тоді його власником була Лавелівська обсерваторія. Пізніше контроль над телескопом перейшов до МОСТ, а з 1996 року він час від часу використовувався Лавелівською обсерваторією. Консорціум SARA модернізував телескоп і запустив його в експлуатацію 2010 р. Зараз час спостереження телескопу ділиться між членами консорціуму SARA. | 30°10′19.72″ пд. ш. 70°47′57.13″ зх. д. / 30.1721444° пд. ш. 70.7992028° зх. д. |
| 0,61-метровий телескоп Кертіса-Шмідта | камера Шмідта, встановлена на МОСТ у 1966 р., яка до того розташовувалась в обсерваторії Портадж Лейк Мічиганського університету. Зараз телескоп використовується для проєкту MODEST (Мічиганський телескоп дослідження орбітального сміття), що є частиною програми NASA з пошуку та каталогізації космічного сміття. До 2001 року дві третини часу спостереження належало НОАО. | 30°10′08.60″ пд. ш. 70°48′22.63″ зх. д. / 30.1690556° пд. ш. 70.8062861° зх. д. |
| Вісконсинський картограф H-альфа (WHAM) | 0,6-метровий телескоп спеціальної конструкції, який використовується для дослідження теплого іонізованого міжзоряного середовища. У 2009 році він був перевезений до МОСТ з KPNO, де працював у 1996—2008 рр. | 30°10′05.92″ пд. ш. 70°48′12.85″ зх. д. / 30.1683111° пд. ш. 70.8035694° зх. д. |
| 0,5-метровий рефлекторний телескоп (CATA 500) | Побудований італійською Officina Stellare, був встановлений 2010 року як частина проєкту CHASE (Чилійський автоматичний пошук наднових). Проєктом управляє Центр астрофізики та суміжних технологій (CATA) Департаменту астрономії Чилійського університету. Телескоп також буде частиною Глобального розумного масиву автоматичних телескопів (англ. Global Robotic-telescopes Intelligent Array, GLORIA). Він розташований у будівлі, де раніше існував міліметровий телескоп. Купол телескопу був замінений на новий у формі черепашки. З 2009 року CHASE використовував телескопи PROMPT на 10 % їх часу спостереження.                                | 30°10′06.97″ пд. ш. 70°48′21.65″ зх. д. / 30.1686028° пд. ш. 70.8060139° зх. д. |
| Установка PROMPT (англ. Panchromatic Robotic Optical Monitoring and Polarimetry Telescopes, Панхроматичні автоматичні телескопи оптичного моніторингу та поларіметрії) | Складається з п'яти 0,4-метрових рефлекторних телескопів Річі-Кретєна, збудованих RC Optical Systems. Кожен телескоп має фільтр та камеру, призначені для спостереження gamma ray bursts на різних довжинах хвиль. Коли вони не спостерігають за спалахом, телескопи віддалено використовуються учнями публічних шкіл Північної Кароліни. Будівництво 6 повністю автоматичних телескопів почалося в 2004 р., а початок роботи припав на 2006 р. Статус шостого телескопу, який початково планувався для спостереження на близьких інфрачервоних хвилях, не відомий. Будівля сьомого телескопу PROMPT, більшого за розміром — 0,8 м, була завершена 2011 р. | 30°10′03.52″ пд. ш. 70°48′18.91″ зх. д. / 30.1676444° пд. ш. 70.8052528° зх. д. |
| Сонячний телескоп GONG | GONG (Global Oscillations Network Group) у 1995 році використовувала спостережну станцію для геліосейсмології. | 30°10′03.92″ пд. ш. 70°48′19.84″ зх. д. / 30.1677556° пд. ш. 70.8055111° зх. д. |

### Майбутні телескопи
| Назва                                               | Опис | Координати |
| --------------------------------------------------- | --- | --- |
| три 1,0-метрових телескопи                          | Проєкт «Глобальна мережа телескопів» організації «Обсерваторія Лас-Кумбрес» будує три 1,0-метрових телескопи на Серро-Тололо. Будівництво куполів почалося в 2010 році і було завершене у 2011 році. Телескопи будуть доступні для наукових та освітніх цілей; також планується ряд невеликих телескопів.                                                 | 30°10′02.58″ пд. ш. 70°48′17.24″ зх. д. / 30.1673833° пд. ш. 70.8047889° зх. д.                                                                                 |
| Великий синоптичний оглядовий телескоп (ВСОТ, LSST) | 8,4-метровий дзеркальний телескоп, що будується на Серро-Пачон. Проектування почалося 2011 року, будівництво — 2015 року. Він буде використовуватися для астрономічних досліджень, схожих на дослідження 2MASS. Як і у випадку з Джеміні, ВСОТ буде керуватися окремо від МОСТ. На вершині поруч буде збудований менший 1,4-метровий допоміжний телескоп. | 30°14′40.68″ пд. ш. 70°44′57.90″ зх. д. / 30.2446333° пд. ш. 70.7494167° зх. д. 30°14′41.27″ пд. ш. 70°44′51.80″ зх. д. / 30.2447972° пд. ш. 70.7477222° зх. д. |
| 1,6-метровий телескоп                               | 1,6-метровий допоміжний телескоп для Корейської мережі телескопів мікролінзування (KMTNet), очолюваної Корейський інститутом астрономії і космічних наук, також будується на Серро-Тололо. | 30°10′01.84″ пд. ш. 70°48′14.39″ зх. д. / 30.1671778° пд. ш. 70.8039972° зх. д.                                                                                 |
| Т80-Південь                                         | 0,82-метровий телескоп для обслуговування проєкту Південного масивного астрофізичного панхроматичного огляду (S-MAPS). Цей проєкт також пропонує побудувати більший 2,55-метровий телескоп на Серро-Пачон. | 30°10′04.31″ пд. ш. 70°48′20.48″ зх. д. / 30.1678639° пд. ш. 70.8056889° зх. д.                                                                                 |

## Відкриття
| Астероїди знайдено: 5 | Астероїди знайдено: 5 |
| --------------------- | --------------------- |
| (87269) 2000 OO67     | 29 липня 2000 року,   |
| (87555) 2000 QB243    | 25 серпня 2000 року   |
| 88611 Teharonhiawako  | 20 серпня 2001 року   |
| (134210) 2005 PQ21    | 9 серпня 2005 року,   |
| (139775) 2001 QG298   | 19 серпня 2001 року,  |

| Наднові виявлені: 1 | Наднові виявлені: 1 |
| ------------------- | ------------------- |
| 7 грудня 2013 року  |                     |

Вранці в суботу, 7 грудня 2013 року, Луїс Гонсалес, науковий співробітник Університеті Чилі, виявив те, що Хоче Маса, астроном чилійського університету і дослідник CATA. Наднова стала першим відкриттям, зробленим автоматичний телескопом CATA 500, який розроблений і управляється чилійською командою, розташованою в Сантьяго, приблизно в 500 кілометрах на південь. Він є частиною проєкту GLORIA, який надає відкритий доступ астрономам з усього світу до мережі дистанційно керованих роботизованих телескопів. Ця наднова знаходиться в галактиці ESO 365-G16, розташованій за 370 мільйонів світлових років від Землі і мала масу у вісім разів більше нашого Сонця.

## Галерея

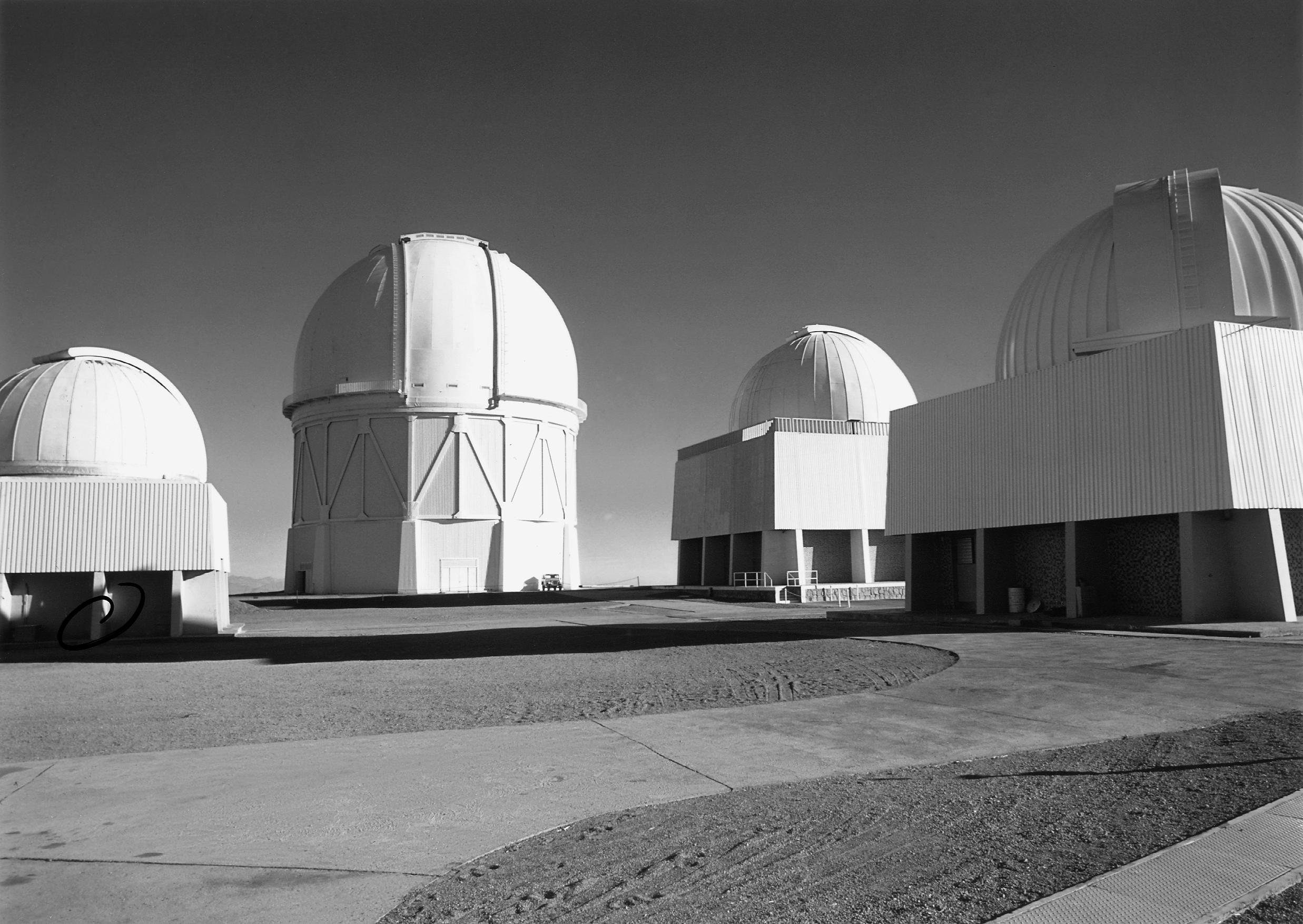
Загальний вигляд майданчика МОСТ
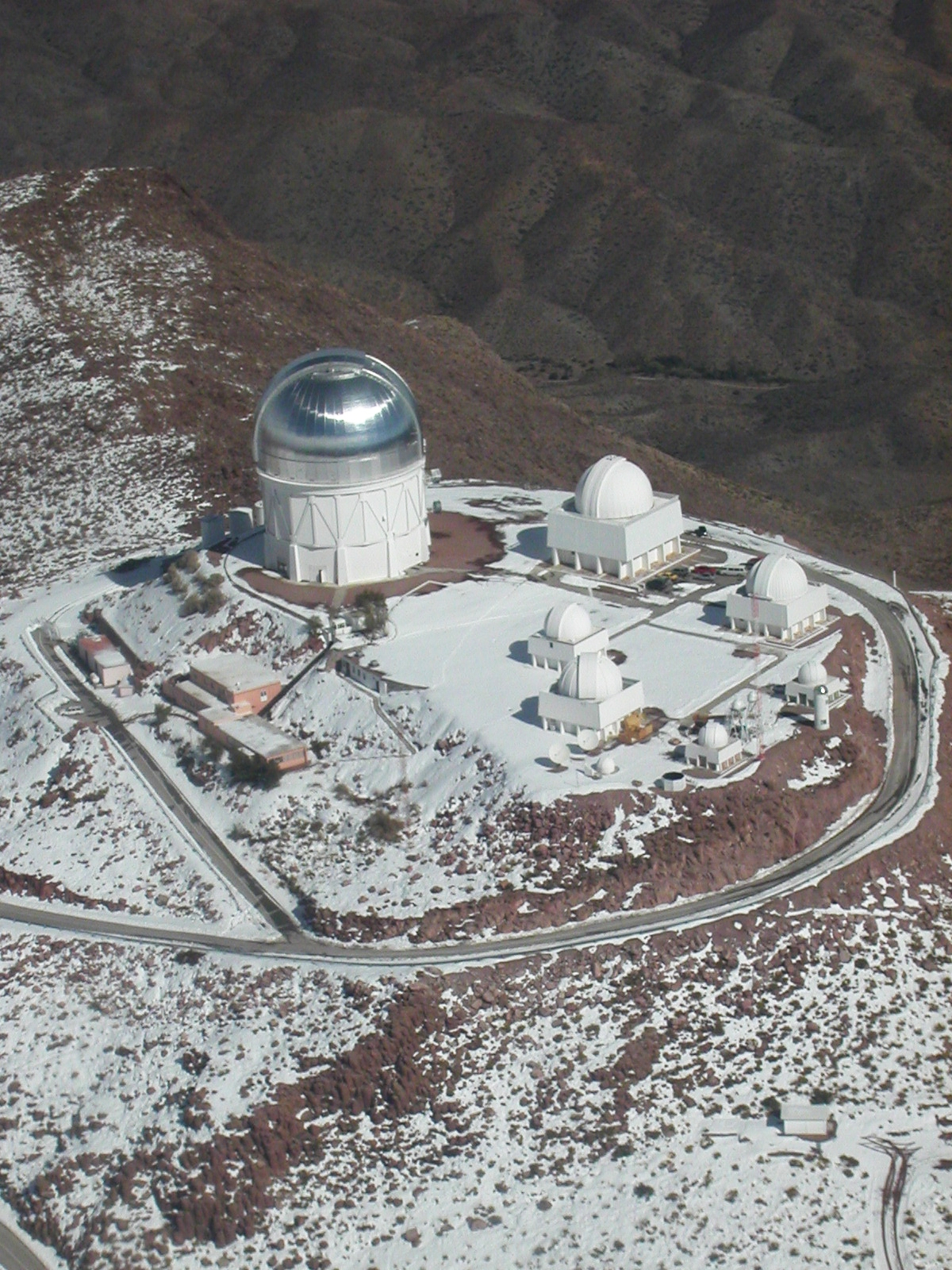
Вид з повітря, дивлячись на південь
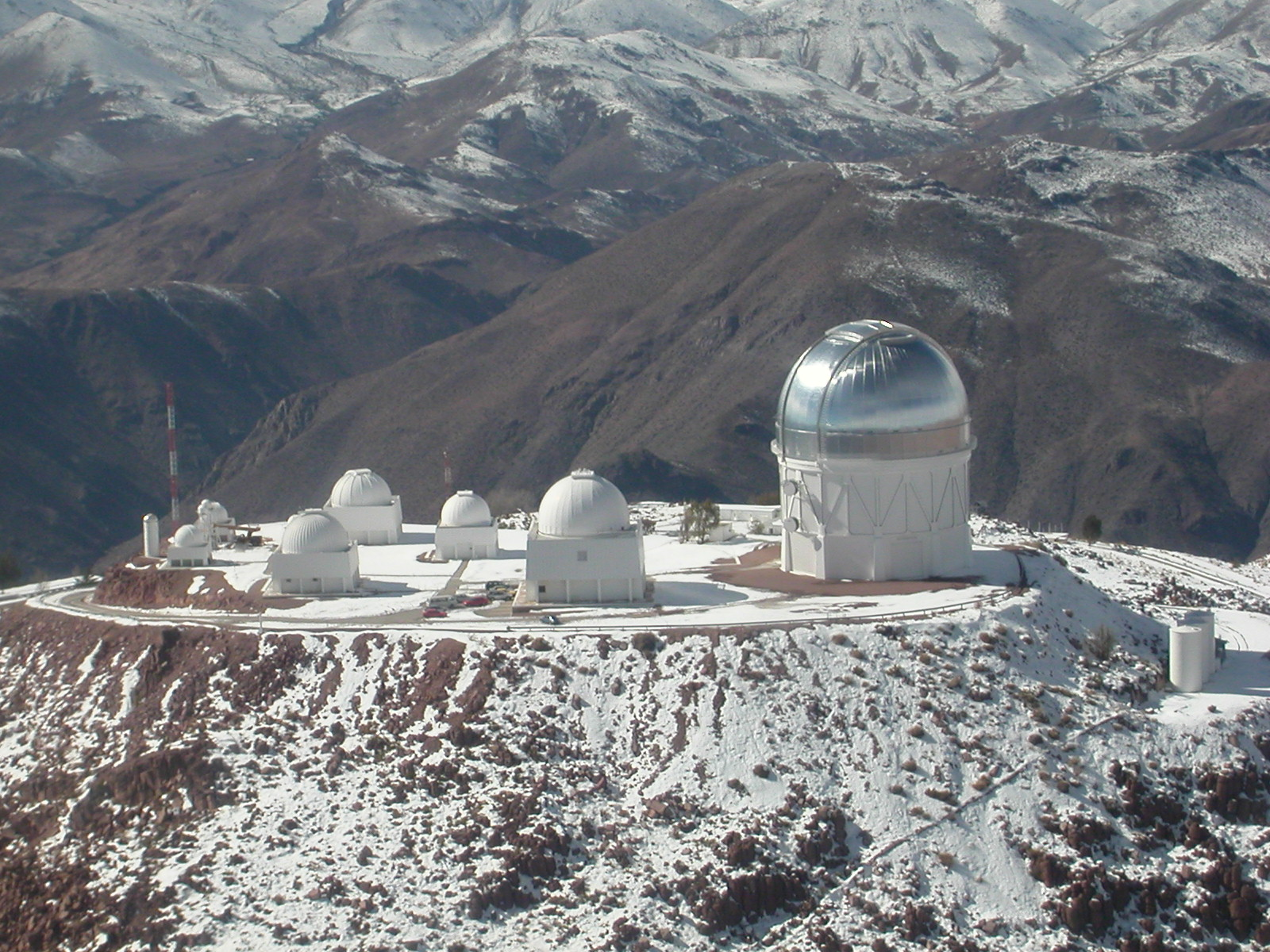
Вид з повітря, дивлячись на схід
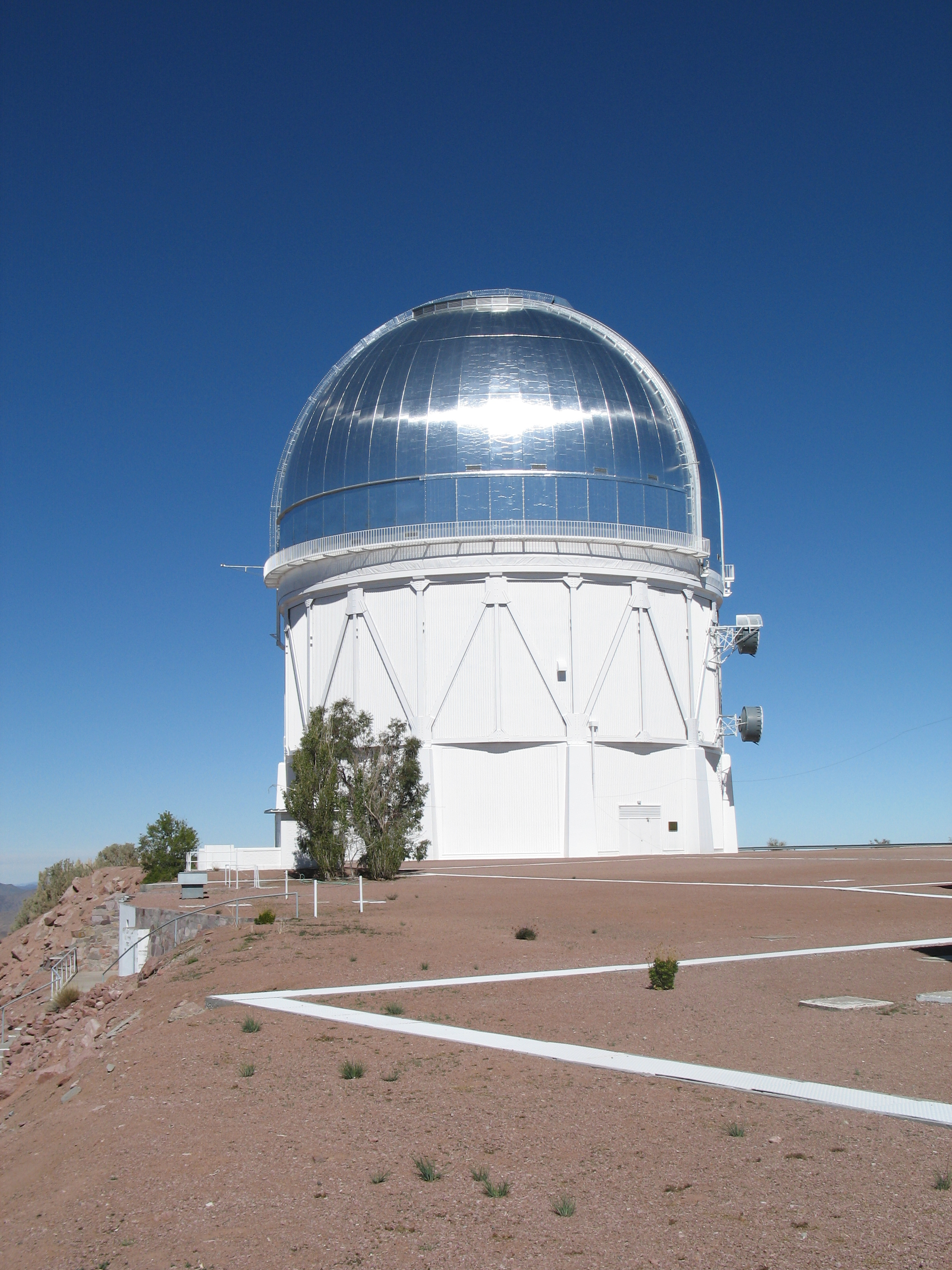
Телескоп Віктора М. Бланко
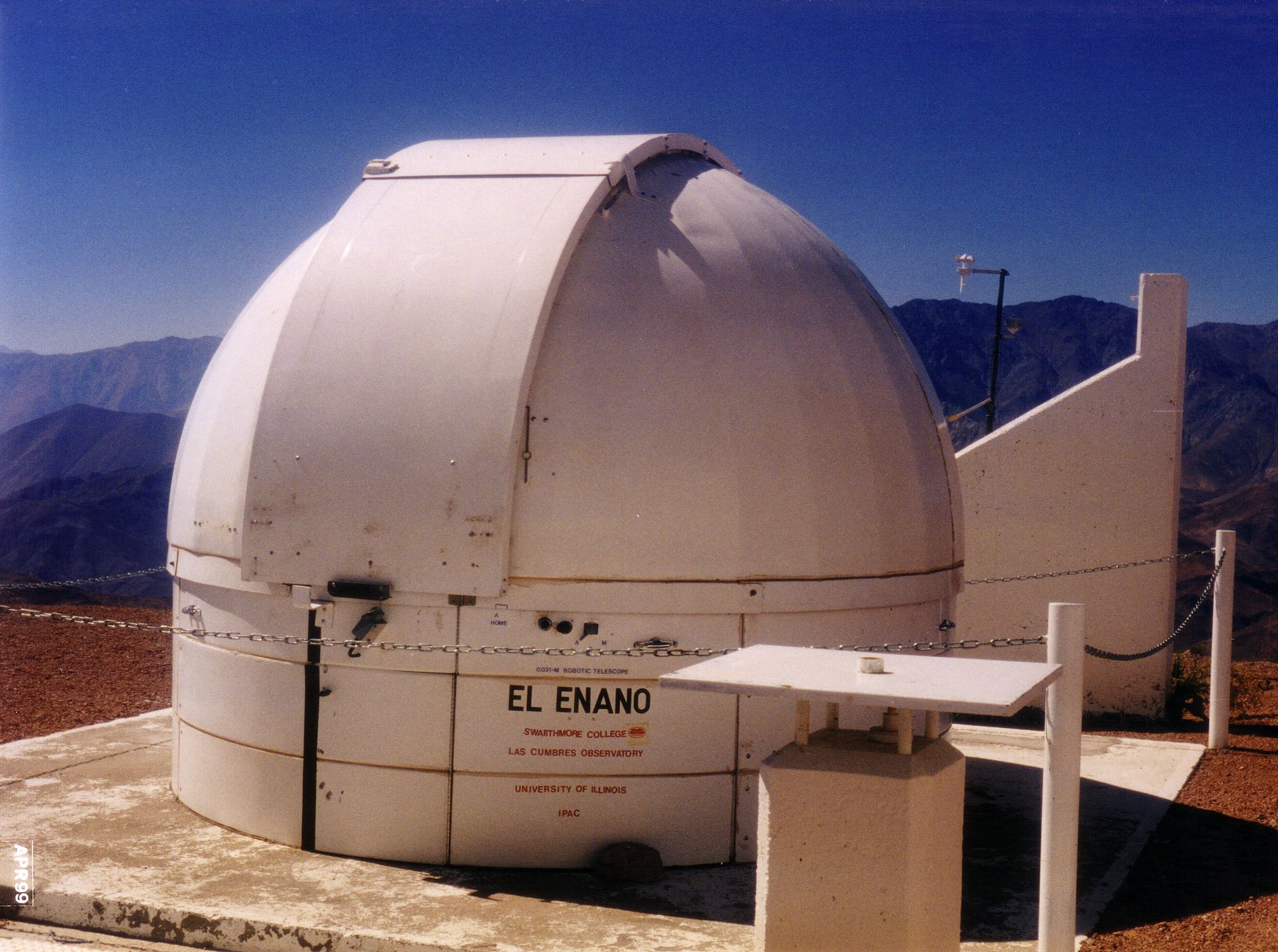
Телескоп огляду H-альфа
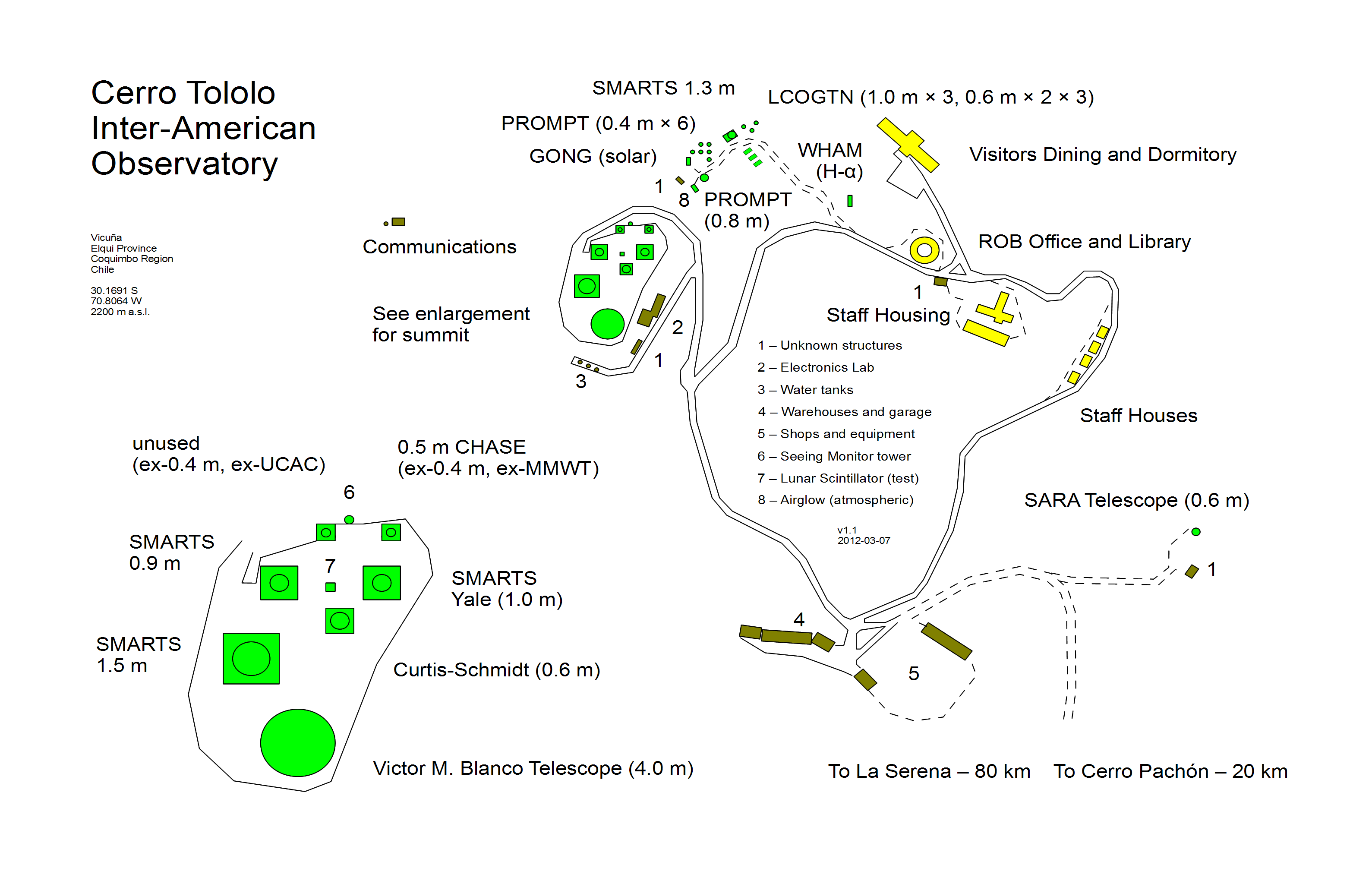
Телескопи та інші об'єкти на вершині Серро-Тололо